# Mycosphaerella cydoniae
Mycosphaerella cydoniae är en svampart som beskrevs av Grove 1918. Mycosphaerella cydoniae ingår i släktet Mycosphaerella och familjen Mycosphaerellaceae.   Inga underarter finns listade i Catalogue of Life.